# Nürnberger Rostbratwurst

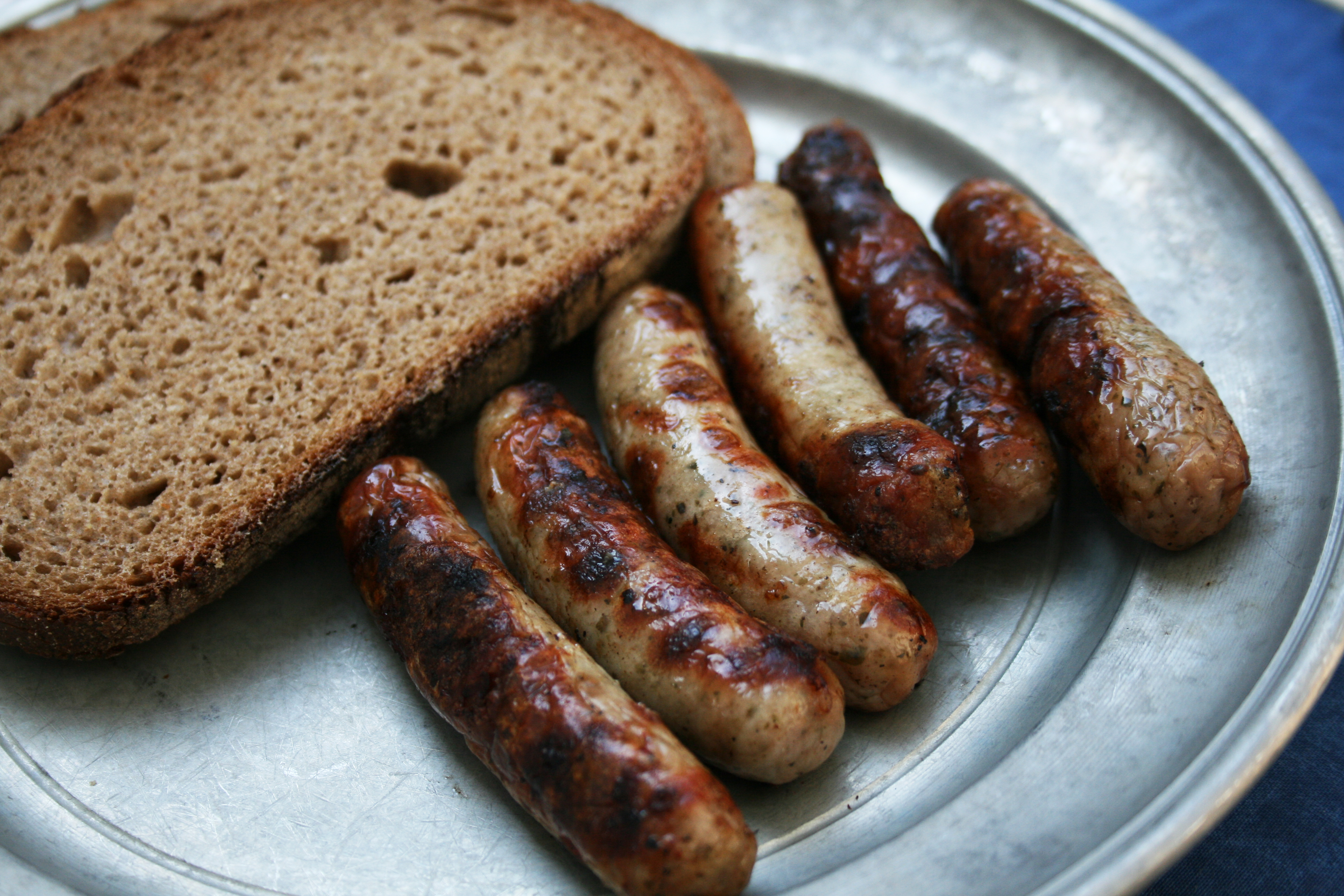
Salsicce di Norimberga

Il Nürnberger Rostbratwurst, letteralmente "insaccato alla griglia di Norimberga", è un insaccato parzialmente bollito tedesco, tipico della città di Norimberga.

## Storia
La ricetta è molto antica: secondo le fonti storiche risale al 1300. Sembra che anche il poeta Johann Wolfgang Goethe amasse le Nürnberger Bratwürste, tanto è vero che se le faceva spedire per posta a Weimar.

## Caratteristiche
Piccole e sottili e dal colore chiaro (Bratwurst), il peso è di una ventina di grammi per circa 7-9 centimetri di lunghezza e 2 centimetri di diametro. Prodotte con carne suina priva di tendini e cotenna oltre a pancetta, le salsicce di Norimberga vengono aromatizzate con la maggiorana. Altri aromi sono pepe, cerfoglio, cardamomo, zenzero e limone, oltre al sale, e le varie miscele variano a seconda del produttore. Il budello utilizzato è di pecora.

## IGP
La Nürnberger Rostbratwurst è tutelata in tutta l'Unione europea come "indicazione geografica protetta" (I.G.P.). Ciò significa che la Nürnberger Rostbratwurst si può produrre esclusivamente nella città di Norimberga.

## Consumo
Il modo migliore per gustarle è ben arrostite sulla griglia e poste tre alla volta tra due fette di pane, condite con senape e crauti. Questo è anche il modo in cui si possono trovare nei tanti chioschi di Norimberga che offrono spuntini. Se le si mangia come pasto principale, si accompagnano a crauti, insalata di patate o rafano.